# Strangospora microhaema
Strangospora microhaema är en lavart som först beskrevs av Norman, och fick sitt nu gällande namn av R. A. Anderson. Strangospora microhaema ingår i släktet Strangospora, ordningen Lecanorales, klassen Lecanoromycetes, divisionen sporsäcksvampar och riket svampar.  Arten är reproducerande i Sverige. Inga underarter finns listade i Catalogue of Life.